# Ambassadeur itinérant
 (novembre 2019).
Si vous disposez d'ouvrages ou d'articles de référence ou si vous connaissez des sites web de qualité traitant du thème abordé ici, merci de compléter l'article en donnant les références utiles à sa vérifiabilité et en les liant à la section « Notes et références ».
Un ambassadeur itinérant est un diplomate du plus haut rang ou un ministre accrédité pour représenter son pays et son peuple, ainsi que son chef d'État à l'international.
Contrairement à un ambassadeur résident qui est généralement limité à un pays ou à une ambassade, l’ambassadeur itinérant est chargé d’opérer dans plusieurs pays, régions ou parfois d’occuper un siège dans une organisation internationale telle que les Nations unies ou l'Union européenne. Dans certains cas, un ambassadeur itinérant peut même être spécifiquement chargé de conseiller et d'assister l'État ou un gouvernement sur des questions particulières.
Historiquement, les présidents et les Premiers ministres ont désigné des envoyés diplomatiques spéciaux pour des missions spécifiques, principalement à l'étranger, mais parfois aussi au sein du pays, en tant qu'ambassadeur itinérant.

## Titre honorifique
Selon le protocole international, les ambassadeurs itinérants sont officiellement désignés et traités comme suit : Son Excellence ou Monsieur l'ambassadeur / Madame l'ambassadrice. Le titre peut être abrégé dans la correspondance officielle par les initiales S.E..

## Liste d'ambassadeurs itinérants par pays
Hongrie :
- Georges de Habsbourg-Lorraine

Grèce :
- Stávros Lambrinídis

République démocratique du Congo :
- Nicolas Kazadi
- Luc-Gérard Nyafé
- Faustin Luanga

Kenya :
- Amina J. Mohammed

République dominicaine :
- Oscar de la Renta

États-Unis :
- Catherine M. Russell (Ambassadrice itinérante des États-Unis pour les questions relatives aux femmes dans le monde)
- Kelley Eckels Currie (Ambassadrice itinérante des États-Unis pour les questions relatives aux femmes dans le monde)
- Geeta Rao Gupta (Ambassadrice itinérante des États-Unis pour les questions relatives aux femmes dans le monde)

- Stephen Rapp (Ambassadeur itinérant des États-Unis pour la justice pénale mondiale)
- Beth Van Schaack (Ambassadrice itinérante des États-Unis pour la justice pénale mondiale)
- John Hanford (Ambassadeur itinérant pour la liberté religieuse internationale)
- Suzan Johnson Cook (Ambassadrice itinérante pour la liberté religieuse internationale)
- David Saperstein (Ambassadeur itinérant pour la liberté religieuse internationale)
- Samuel Brownback (Ambassadeur itinérant pour la liberté religieuse internationale)
- John Miller (Washington politician) (Ambassadeur itinérant pour la surveillance et la lutte contre la traite des êtres humains)
- Susan P. Coppedge (Ambassadrice itinérante pour la surveillance et la lutte contre la traite des êtres humains)
- John Cotton Richmond (Ambassadeur itinérant pour la surveillance et la lutte contre la traite des êtres humains)

Cameroun :
- Roger Mila
- Mohamadou Ahidjo, fils aîné du premier président du Cameroun

## Ambassadeurs itinérants célèbres du passé
- Charles Aznavour, ancien ambassadeur itinérant de l'Arménie.
- Carlos Peña Rómulo, ancien ambassadeur itinérant des Philippines.
- Ahmet Davutoğlu, ancien ambassadeur itinérant de la Turquie.